# Rodau (Wiedau)
Die Rodau ist ein 21,4 Kilometer langer linker Nebenfluss der Wiedau in Niedersachsen.

## Name
Im Jahr 1491 wird das Gewässer als Rodawe schriftlich erwähnt. Bei dem Namen handelt es sich vermutlich um eine Klammerform von *Rod(enborg)aue.

## Verlauf
Der Fluss entspringt beim Visselhöveder Ortsteil Hiddingen im Landkreis Rotenburg (Wümme) am Fuß eines 50 Meter tief nach Nordwesten abdachenden Endmoränenrückens aus dem Drenthestadium der Saalekaltzeit, durchfließt das waldreiche und naturnahe Rosebruch im Bereich der Samtgemeinde Bothel und mündet in Rotenburg in die Wiedau, bevor diese wiederum nach nur 1,3 Kilometern in die Wümme fließt. Bei Bothel mündet der Visselbach in die Rodau, der in Visselhövede in einer der stärksten Quellen des niedersächsischen Tieflandes entspringt und an der Mündung rund 25 % mehr Wasser führt als die Rodau, somit eigentlich der Hauptquellast der Rodau ist.

## Zustand
Die Rodau hat durchgehend die Gewässergüte Klasse II (mäßig belastet). Einer ihrer Nebenarme, der Schweinekobenbach, ist allerdings an seinem Oberlauf stark belastet – Gewässergüte Klasse III.

## Befahrungsregeln
Zum Schutz, dem Erhalt und der Verbesserung der Fließgewässer als Lebensraum für wild lebende Tiere und Pflanzen erließ der Landkreis Rotenburg (Wümme) 2015 eine Verordnung für sämtliche Fließgewässer. Seitdem ist das Befahren der Rodau ganzjährig verboten.